# Teatro d'Agitazione
Il Teatro d'Agitazione è stato un teatro di massa, che ha rappresentato una pagina importante del teatro politico e di propaganda, veicolato e sostenuto dalla Rivoluzione d'ottobre.
Le sue rappresentazioni richiesero una notevole strumentazione composta da migliaia di comparse, con immensi palcoscenici in grado di accogliere elementi della natura, con da schermi enormi e gruppi di registi guidati da un regista-capo.
Le rappresentazioni appartennero alla tipologia del teatro emblematico, in quanto lo scopo fondamentale era quello di coinvolgere e commuovere un pubblico poco istruito e indurre consensi alla lotta di classe: per questo, sia i testi sia le azioni sceniche furono elementari.
Per agevolare la comprensione e focalizzare in modo più nitido il contesto storico-politico raccontato nelle opere, sono state molto utilizzate le maschere, quali il papa, lo zar, il grasso borghese.
Le tematiche sono di ispirazione comunista, marxista, leninista, e le dialettiche trovano spunto e riscontro nel materialismo storico.
Tra le opere più significative, si annoverano Il mistero del lavoro liberato dalla schiavitù del 1920, Il blocco della Russia del 1920, La presa del Palazzo d'Inverno per celebrare la Rivoluzione.
Talvolta, gli spettatori salivano sul palcoscenico assumendo il ruolo di "coro" e partecipando così attivamente alle recite.
Il Teatro d'Agitazione, inizialmente situato nella città di Leningrado, sotto la guida di Pavel Pavlovič Gajdeburov, si espanse nelle province e nelle campagne, godendo di appoggi finanziari molto alti.
Oltre alle rappresentazioni di opere e di poemi rivoluzionari, il Teatro d'Agitazione non disdegnò la messa in scena di drammi d'autore, come, ad esempio, La presa della Bastiglia di Romain Rolland e Povertà non è un vizio di Aleksandr Ostrovskij, oltre a riduzioni letterarie effettuate dallo stesso Pavel Gajdeburov. Una delle opere più importanti e più famose del teatro d'Agitazione fu il Mistero buffo di Majakovskij, rappresentato il 7 novembre 1918 al Teatro del Dramma Musicale di San Pietroburgo.
Successivamente vennero tentate altre soluzioni, come quella del giornale vivente o parlato, oppure delle recite musicali a base di canti popolari.
Tracce di Teatro d'Agitazione si ebbero anche al di fuori della Russia, valga per tutte quella della Germania e della Boemia che poterono sfruttare autori di rilevanza mondiale, come ad esempio Bertolt Brecht.